# تکئیا، پاراچین
تکئیا (صربی: Tekija}} یک منطقهٔ مسکونی در صربستان است که در Pomoravlje District واقع شده‌است.
 تکئیا  ۱٬۲۵۱ نفر جمعیت دارد.